# Franz Xaver Nagl
Franz Xaver Nagl (Vienna, 26 novembre 1855 – Vienna, 4 febbraio 1913) è stato un cardinale e arcivescovo cattolico austriaco.

## Biografia
Nacque a Vienna il 26 novembre 1855, figlio di Leopold Nagl, un portinaio, e di Barbara Kloiber; ricevette il sacramento della cresima il 21 giugno 1865. Studiò presso il seminario di Krems e presso il seminario di Sankt Pölten tra il 1874 e il 1878; completò gli studi di teologia presso l'Università di Vienna, dove riuscì ad ottenere il dottorato il 10 marzo 1883.
Dal 1902 al 1910 fu vescovo di Trieste e Capodistria.
Papa Pio X lo elevò al rango di cardinale nel concistoro del 27 novembre 1911.
Morì il 4 febbraio 1913 all'età di 57 anni.

## Genealogia episcopale e successione apostolica
La genealogia episcopale è:
- Cardinale Scipione Rebiba
- Cardinale Giulio Antonio Santori
- Cardinale Girolamo Bernerio, O.P.
- Arcivescovo Galeazzo Sanvitale
- Cardinale Ludovico Ludovisi
- Cardinale Luigi Caetani
- Cardinale Ulderico Carpegna
- Cardinale Paluzzo Paluzzi Altieri degli Albertoni
- Papa Benedetto XIII
- Papa Benedetto XIV
- Cardinale Enrico Enriquez
- Arcivescovo Manuel Quintano Bonifaz
- Cardinale Buenaventura Córdoba Espinosa de la Cerda
- Cardinale Giuseppe Maria Doria Pamphilj
- Papa Pio VIII
- Papa Pio IX
- Cardinale Alessandro Franchi
- Cardinale Gaetano Aloisi Masella
- Cardinale Franz Xavier Nagl

La successione apostolica è:
- Vescovo Hermann Zschokke (1910)
- Vescovo Andrej Karlin (1911)
- Arcivescovo Joseph Pfluger (1911)